# Михаел Венцел фон Алтхан
Михаел Венцел фон Алтхан (на немски: Michael Wenzel Graf von Althann; Michael Wenzel der Ältere; * 30 юни 1630, Виена; † 17 май 1686, дворец Вьолферсдорф/Wilkanów, Графство Глац (Клодзко), Полша) е граф от австрийския благороднически род фон Алтхан, императорски таен съветник и дипломат, пратеник в Полша и в Швеция. От 1680 до 1686 г. той е хауптман на Графството Глац в Бохемия и също комендант на крепост Глац.

## Живот
Той е син на генерала и дипломата граф Михаел Адолф фон Алтхан (1574 – 1636) и втората му съпруга Мария Ева фон Щернберг (1605 – 1668), дъщеря на фрайхер Адам II фон Щернберг († 1623) и графиня Мария Максимилиана фон Хоенцолерн-Зигмаринген (1583 – 1649), дъщеря на 1. граф Карл II фон Хоенцолерн-Зигмаринген (1547 – 1606) и графиня Евфросина фон Йотинген-Валерщайн (1552 – 1590).
През 1677 г. Михаел Венцел наследява имения и Вьолфелсдорф в Графство Глац (Кодцско) в Силезия след смъртта на Михаел Венцел Франц фон Алтхан, единственият син на полубрат му Михаел Фердинанд.
Михаел Венцел е императорски съветник, таен съветник и 1678 – 1679 г. императорски пратеник в полския двор. През 1680 г. той става щатхалтер на графството Глац и комендант на крепостта Глац.
През 1682 – 1683 г. той е императорски пратеник в шведския кралски двор в Стокхолм. През 1684 г. купува множество села в област Хавелшверт, от които образува имението Шналенщай. Във Вьолфелсдорф той построява четириетажен дворец. Той умира там на 17 май 1686 г.

## Фамилия
Михаел Венцел фон Алтхан се жени 1660 г. за графиня Анна Мария Елизабет фон Аспремонт-Линден (* 14 февруари 1646; † 6 декември 1724, Прага), дъщеря на граф Фердинанд фон Линден-Рекхайм (1611 – 1665) и графиня и ландграфиня Елизабет фон Фюрстенберг (1621 – 1662). Те имат осем деца:
- Мария Бонавентура фон Алтхан (1667 – 1709), омъжена на 3 май 1690 г. във Виена за граф Максимилиан Квидобалд Борита з Мартиник (* 1664; † 30 юни 1733, Виена)
- Михаел Венцел фон Алтхан (* 29 юли 1668; † 25 юли 1738), наследник, граф, фрайхер фон Голдпург в Мурщетен, императорски таен съветник, конференц-министър, женен I. на 5 февруари 1690 г. за графиня Мария Йозефа Паар (* 25 декември 1667; † 23 август 1707). II. 1709 г. за графиня Юлиана Другет де Хомона (1679 – 1726), III. 1729 г. за графиня Мария Алойзия фон Дитрихщайн (* 21 април 1700; † 13 декември 1787)
- Мария Филипина фон Алтхан (* 1671; † 2 юни 1706), пмъжена на 3 декември 1703 г. за княз Фердинанд Аувуст Леополд фон Лобковиц (* 7 септември 1655, Нойщат; † 3 октомври 1715, Роуднице)
- Михаел Карл фон Алтхан (1671 – 1687)
- Мария Терезия фон Алтхан (1673 – 1704), омъжена 1695 г. за граф Йохан Леополд Ердман фон Херберщайн (* 2 февруари 1655; † 1 ноември 1729)
- Мария Клаудия Катарина фон Алтхан (* 24 ноември 1674, Виена; † 27 септември 1725), омъжена I. 1696 г. за граф Максимилиан Йозеф фон Морцин (* 1672; † 16 април 1706), II. 1706 г. за граф Йохан Лудвиг Кавриани († 1729)
- Михаел Фердинанд фон Алтхан (* 1677, Виена; † 18 януари 1733, Бриг), императорски фелдмаршал-лейтенант, женен I. на 30 януари 1699 г. в Бернартице, Моравия, за графиня Мария Елеонора Лазански з Букове (* 29 април 1678, Бернартице; † 23 март 1717, Прага, погребана в Страхов манастир, Прага), II. на 8 април 1720 г. за графиня Мария Йозефа Серении де Кис-Серени († 1779)
- Михаел Фридрих фон Алтхан (* 12 юли 1680; † ноември 1734), кардинал, епископ на Вайтцен в Унгария и вицекрал на Неапол и Сицилия.